# Gaocun (köpinghuvudort i Kina, Jiangxi Sheng, lat 28,34, long 114,43)
Gaocun är en köpinghuvudort i Kina. Den ligger i provinsen Jiangxi, i den sydöstra delen av landet, omkring 150 kilometer väster om provinshuvudstaden Nanchang. Antalet invånare är 13 926. Befolkningen består av 6 625 kvinnor och 7 301 män. Barn under 15 år utgör 21,0 %, vuxna 15-64 år 68 %, och äldre över 65 år 9,0 %.
Runt Gaocun är det ganska tätbefolkat, med 248 invånare per kvadratkilometer. Närmaste större samhälle är Sanxing, 14,3 km söder om Gaocun. I omgivningarna runt Gaocun växer i huvudsak blandskog.
Genomsnittlig årsnederbörd är 2 205 millimeter. Den regnigaste månaden är maj, med i genomsnitt 372 mm nederbörd, och den torraste är oktober, med 50 mm nederbörd.